# Agriades corydonius
Agriades corydonius är en fjärilsart som beskrevs av Herrich-Schäffer 1852. Agriades corydonius ingår i släktet Agriades och familjen juvelvingar. Inga underarter finns listade i Catalogue of Life.